# Dead to the World
Dead to the World — відеоальбом американського рок-гурту Marilyn Manson, випущений 10 лютого 1998 р. у форматі VHS. У ньому задокументовано однойменний тур, що тривав майже рік, починаючи з осені 1996, одразу після виходу альбому Antichrist Superstar. До релізу увійшли живі виступи, архівні матеріали та відео за лаштунками. У листопаді 2005 Менсон висловив зацікавленість у перевиданні Dead to the World та God Is in the T.V. на DVD. Проте цього поки що так і не сталося.
На VHS можна побачити протести християн протести з боку християнських общин, пояснення задуму й ідей безпосередньо від фронтмена. Реліз містить концертні записи пісень з Antichrist Superstar, Portrait of an American Family та Smells Like Children. У відеоальбомі відображено критику лідером гурту організованої релігії, обґрунтованість якої, за іронією, доведено діями активістів. Режисер: Джозеф Ф. Калтіс. Дистриб'ютор: Universal Music & Video Distribution.

## Анотація
|                                 | Суспільство традиційно завжди шукало для своїх проблем цапа-відбувайла. Ну що ж, ось і я. |
| — Мерілін Менсон, 5 жовтня 1996 |                                                                                           |

Скандальні події з туру на підтримку Antichrist Superstar стали основою Dead to the World, в якому все видно очима штатного оператора гурту. Пікети релігійних фанатиків, розгнівані моралісти, нещирі політики, десятки тисяч людей, що прийшли переконатися на власні очі, та звичайно ж, сам Менсон, який споглядає з самого центру бурі. Одна година живих виступів чергується з матеріалом з-за лаштунків та з-за куліс, що допоможе вам зрозуміти, як воно бути у вирі цих дивних подій.[MM]

## Список пісень
1. «Angel with the Scabbed Wings»
2. «Lunchbox»
3. «Kinderfeld»
4. «Sweet Dreams (Are Made of This)»
5. «Apple of Sodom»
6. «Antichrist Superstar»
7. «The Beautiful People»
8. «Irresponsible Hate Anthem»
9. «Rock n Roll Nigger»
10. «1996» (декламаційна версія)

## Учасники гурту
- Мерілін Менсон — вокал, гітара, флейта Пана
- Твіґґі Рамірез — бас-гітара
- Поґо — клавішні
- Джинджер Фіш — барабани
- Зім Зам — гітара